# Spinocalanus similis
Spinocalanus similis är en kräftdjursart som beskrevs av Brodsky 1950. Spinocalanus similis ingår i släktet Spinocalanus och familjen Spinocalanidae. Inga underarter finns listade i Catalogue of Life.